# Fernando Larruquert
Fernando María Larruquert Aguirre (Irún, Guipúzcoa, País Vasco, 1934 - 20 de octubre de 2016) fue un fotógrafo, montador y director de cine español.

## Biografía y trayectoria
Sus inicios artísticos se deben al mundo de la música. Fundó y dirigió el coro Alaiki en 1950 y la Coral Irunesa de Cámara en 1959. Su trayectoria con la Coral Irunesa de Cámara estuvo marcada por el éxito por los diversos premios que ganó ésta estando bajo su batuta.
Aunque sentía a la vez una gran pasión por el cine, pasión que compartía por su círculo de amigos, entre los que se encontraban artistas como Jorge Oteiza, Néstor Basterretxea o Agustín Ibarrola.
Su primera película fue Operación H realizada junto a Néstor Basterretxea. Este cortometraje, centrado en el mundo del diseño industrial, fue financiado por el mecenas navarro Juan Huarte. Tras este primer trabajo, Fernando Larruquert y Néstor Basterretxea fundaron la productora Frontera Films Irun, SA, con la que produjeron sus propias películas.
En 1965 rodaron Alquezar. Retablo de pasión, centrada en un pueblo aragonés de los Pirineos llamado Alquezar. El tratamiento dado por los cineastas y el hecho de que el rodaje se realizara durante la Semana Santa - por motivos laborales solo podían rodar durante las vacaciones -, dan a la película un aire religioso y atemporal muy sugerente. Ya en 1968 Fernando Larruquert y Néstor Basterretxea lograron estrenar la que es su obra maestra, Ama Lur o "Madre Tierra" en español. Filmada durante dos años, superando las enormes trabas de la censura franquista, los cineastas buscaron ante todo indagar en torno a un nuevo lenguaje cinematográfico propiamente vasco.
En 1974 Larruquert partió al Nepal para rodar un documental sobre una expedición vasca que intentó coronar el Everest. Los montañeros fracasaron en su intento y el material filmado no pudo ser exhibido por motivos técnicos. En 1978, con patrocinio del Banco de Vizcaya, dirigió un largometraje documental centrado en la música popular vasca, titulado Euskal Herri-Musika. Utilizando la técnica de relación en el montaje ya presente en Ama Lur, Larruquert rodó un documental incomprendido en su tiempo.
Paralelamente, Fernando Larruquert ejerció como montador y director de fotografía en numerosas producciones. A partir de principios de los noventa dejó definitivamente el cine para dedicarse a su comercio de fotografía en Irún. En 2006 Ama Lur volvió a ser noticia porque la Filmoteca Vasca lanzó una llamada de socorro por medio de la prensa ante el delicado estado de conservación del film. En 2007 el propio Larruquert supervisó el proceso de digitalización de la edición en DVD de Ama Lur.
En 2008 la familia Larruquert - Fernando y sus dos hijos Aitor y Fernando- agrupados bajo el nombre de Lamia, celebraron sus 25 años dedicados a la fotografía con una exposición en las salas Boulevard Kutxa de San Sebastián. La exposición, bajo el título La piel estremecida, reunió 132 fotografías.

## Filmografía
- 1993 Detrás del tiempo (Montaje)
- 1989 Mintaka (Montaje)
- 1987 Azpiko gizona (Montaje)
- 1986 Hor duzu hurrengoa (Montaje)
- 1986 Hautsi zure marka (Cámara)
- 1985 Mar adentro (Doc) (Montaje)
- 1985 Errugabeen isiltasuna (Montaje)
- 1985 Manaslu (Montaje)
- 1982 Oinkadak denboran II (Fotografía)
- 1981 Agur Everest - Namasté, Chamo Longmu (Dirección/Fotografía/Guion/Montaje)
- 1981 Nafarroako Ikazkinak (Montaje)
- 1980 Ikusmena (Montaje)
- 1979 Barregarriaren Dantza (Montaje)
- 1979 Euskal Herri-Musika (Dirección/Guion/Montaje)
- 1978 Irrintzi (Montaje)
- 1976 Marismas en la Mancha (Montaje)
- 1974 Mauritius, llave del Índico (Montaje)
- 1974 Las encantadas (Montaje)
- 1972 Navarra agreste (Montaje)
- 1971 Usisumbue (no molesten) (Montaje)
- 1969 Doñana (Montaje)
- 1968 Ama Lur (Dirección/Guion/Montaje)
- 1966 Alquezar, retablo de pasión (Dirección)
- 1964 Pelotari (Dirección)
- 1963 Operación H (Ayudante de Dirección)

## Premios
- Por Namasté, Chamo Longmu - Agur Everest, Gran Premio al largometraje Documental en el Festival Internacional de Cine Documental y Cortometraje de Bilbao (Sección Internacional), 1981.
- Por Ama lur, Premio "Conde de Foxa" en el Certamen Internacional de Cine Documental y Cortometraje de Bilbao (Sección Internacional), 1968.
- Por Pelotari, Medalla de Plata en el Certamen Internacional de Cine Documental y Cortometraje de Bilbao (Sección Iberoamericana y Filipina)), 1964.

### Otros premios
- Primer Premio Nacional de Agrupaciones Corales, 1964.
- Primer Premio Nacional de Dirección Coral, 1963.
- Medalla de Oro al Mérito Cultural Francés, 1962.
- Segundo Premio Mundial de conjuntos corales en Lille, 1962.